# Scutylenchus brevidens
Scutylenchus brevidens (syn. Tylenchorhynchus brevidens) is een rondwormensoort, de plaatsing in een familie is onzeker. De wetenschappelijke naam van de soort is voor het eerst geldig gepubliceerd in 1955 door Allen.